# Walter Reyes
Walter Dennis Reyes Ramírez (Lima, Provincia de Lima, Perú, 14 de febrero de 1975) es un exfutbolista peruano. Jugó como volante de marca y defendió la camiseta de varios equipos de la Primera División del Perú, en especial la de Alianza Lima, donde consiguió dos campeonatos.

## Trayectoria

### Menores
Fue formado en la cantera del Club Alianza Lima.

### Profesional
Debutó en Alianza Lima, club que lo promovió para disputar el Descentralizado 1997. Tras conseguir el campeonato, se va a préstamo al Unión Minas, donde cumple grandes actuaciones en la temporada 1998. Para el 1999, regresa a Alianza Lima, donde consigue el subcampeonato de aquel año, la clasificación a la Copa Merconorte en el año 2000 y el campeonato Descentralizado del 2001, año del centenario de Alianza Lima. Tras estas temporadas en el equipo de La Victoria, recaló en el Bolognesi de Tacna en el 2003, pasó al Estudiantes de Medicina en el 2004 y ficha por el Unión Huaral en el año 2005, club donde se retira del fútbol. 

## Estadísticas por club
| Club                    | País | Temporada   |
| ----------------------- | ---- | ----------- |
| Alianza Lima            | Perú | 1997        |
| Unión Minas             | Perú | 1998        |
| Alianza Lima            | Perú | 1999 - 2001 |
| Bolognesi               | Perú | 2002 - 2003 |
| Estudiantes de Medicina | Perú | 2004        |
| Unión Huaral            | Perú | 2005        |

## Palmarés
| Título           | Club         | País | Año  |
| ---------------- | ------------ | ---- | ---- |
| Torneo Apertura  | Alianza Lima | Perú | 1997 |
| Torneo Clausura  | Alianza Lima | Perú | 1997 |
| Primera División | Alianza Lima | Perú | 1997 |
| Torneo Clausura  | Alianza Lima | Perú | 1999 |
| Torneo Apertura  | Alianza Lima | Perú | 2001 |
| Primera División | Alianza Lima | Perú | 2001 |